# Planxa de natació

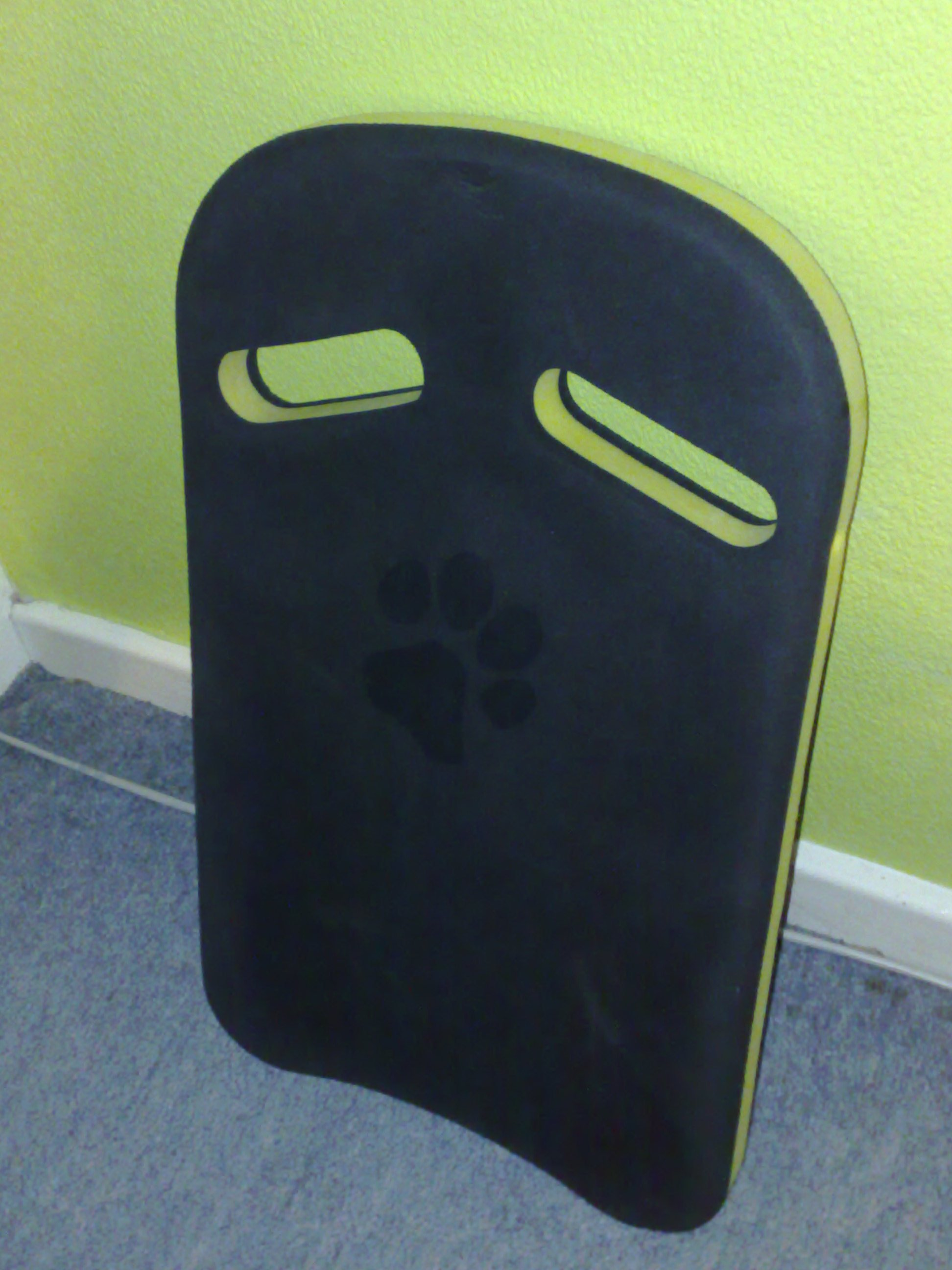
Una planxa blau.

S'anomena post o taula de natació, o simplement post/taula, dins el context d'activitats aquàtiques, un objecte flotant utilitzat per l'ensenyament de la natació o en jocs recreactius, activitats o exercicis a l'aigua.
Són objectes plans i semirectangulares amb talls arrodonits, fets d'un material sintètic com l'unicel. Poden ser decorats amb impressions juvenils i acolorides.
S'usa per poder moure les cames amb les cames i millorar la forma d'aquest moviment sense necessitat de sincronitzar amb els moviments de les articulacions dels braços. En la seva part els braços es descansen a la planxa, o a les vores d'aquesta, la qual és tinguda amb les mans. No totes les taules són iguals ni es conformen a una geometria única, per exemple, no totes tenen espais per a posar-hi els dits.
La planxa permet el desplaçament en l'aigua mentre es pica de peus, permet d'exercitar les cames subjectant la vora del pla d'aigua.